# Geschützter Landschaftsbestandteil Feuchtbrache
Der Geschützte Landschaftsbestandteil Feuchtbrache mit 0,33 Hektar Flächengröße liegt südöstlich von Obereimer im Stadtgebiet von Arnsberg im Hochsauerlandkreis. Die Fläche wurde 1998 mit dem Landschaftsplan Arnsberg durch den Kreistag des Hochsauerlandkreises als Geschützter Landschaftsbestandteil (LB) mit dem Namen LB Feuchtbrache mit Quellbereich und Gehölzen und einer Flächengröße von 0,34 ha ausgewiesen. 2021 wurde der LB bei der Neuaufstellung des Landschaftsplans mit geändertem Namen erneut und minimal verkleinert ausgewiesen. Westlich liegt direkt die Obere Ruhrtalbahn.

## Beschreibung
Beim LB handelt es sich um eine Brachfläche mit Quellbereich. Die Brache wird von feuchten Hochstaudenfluren dominiert.
Der Landschaftsplan führte 1998 zum Wert des LB aus: „Die Fläche hat lokale Bedeutung vor allem für Amphibien und Wasserinsekten.“
Als zusätzliche Entwicklungsmaßnahmen wurde u. a. festgeschrieben, dass standortfremde Gehölze, hier Pappeln, zu entfernen sind.

## Schutzgrund, Verbote und Gebote
Der Geschützte Landschaftsbestandteile haben laut Landschaftsplan eine besondere Funktion für die Gliederung und Belebung des Landschaftsbildes bzw. des umgebenden Offenlandes. Es kommt solchen Objekten in der Regel eine erhöhte Bedeutung als Bruthabitat für Hecken- und Gebüschbrüter zu. Laut Landschaftsplan sind Geschützte Landschaftsbestandteile im Plangebiet durch seinen eigenständigen Charakter deutlich von der sie umgebenden „normalen“ Wald- und Feld-Landschaft zu unterscheiden.
Wie bei allen LB ist es verboten diese zu beschädigen, auszureißen, auszugraben oder Teile davon abzutrennen oder auf andere Weise in seinem Wachstum oder Erscheinungsbild zu beeinträchtigen. Unberührt ist jedoch die ordnungsgemäße Pflege eines LB.
Das LB soll laut Landschaftsplan „durch geeignete Pflegemaßnahmen erhalten werden, solange der dafür erforderliche Aufwand in Abwägung mit ihrer jeweiligen Bedeutung für Natur und Landschaft gerechtfertigt ist.“